# Copa del Món de ciclisme en pista de 2013-2014
La Copa del Món de ciclisme en pista de 2013-2014 va ser la 22a edició de la Copa del Món de ciclisme en pista. Es va celebrar de l'1 de novembre de 2013 al 19 de gener de 2014 amb la disputa de tres proves.

## Proves
| Data              | Lloc           |
| ----------------- | -------------- |
| 1-3 novembre 2013 | Manchester     |
| 5-7 desembre 2013 | Aguascalientes |
| 17-19 gener 2014  | Guadalajara    |

## Resultats

### Masculins
| Event                     | Guanyador                                                                        | Segon                                                                                       | Tercer                                                                                      |
| Manchester                | Manchester                                                                       | Manchester                                                                                  | Manchester                                                                                  |
| ------------------------- | -------------------------------------------------------------------------------- | ------------------------------------------------------------------------------------------- | ------------------------------------------------------------------------------------------- |
| Velocitat                 | Robert Förstemann (GER)                                                          | Njisane Phillip (TRI)                                                                       | Shane Perkins (AUS)                                                                         |
| Persecució                | Marco Coledan (ITA)                                                              | Alexander Serov (RUS)                                                                       | Sebastián Mora (ESP)                                                                        |
| Persecució per equips     | Regne Unit · Ed Clancy · Steven Burke · Andrew Tennant · Owain Doull             | Austràlia · Luke Davison · Alex Edmondson · Mitchell Mulhern · Miles Scotson                | Dinamarca · Lasse Norman Hansen · Mathias Møller · Rasmus Christian Quaade · Alex Rasmussen |
| Velocitat per equips      | Alemanya · Rene Enders · Robert Förstemann · Max Niederlag                       | Rússia · Denís Dmítriev · Andrey Kubeev · Pavel Yakushevskiy                                | Regne Unit · Philip Hindes · Jason Kenny · Matthew Crampton · Kian Emadi (q)                |
| Keirin                    | François Pervis (FRA)                                                            | Maximilian Levy (GER)                                                                       | Hersony Canelón (VEN)                                                                       |
| Scratch                   | Andreas Müller (AUT)                                                             | Elia Viviani (ITA)                                                                          | Jonathan Mould (GBR)                                                                        |
| Puntuació                 | Martyn Irvine (IRL)                                                              | Lasse Norman Hansen (DEN)                                                                   | Elia Viviani (ITA)                                                                          |
| Òmnium                    | Jasper De Buyst (BEL)                                                            | Tim Veldt (NED)                                                                             | Luke Davison (AUS)                                                                          |
| Aguascalientes            |                                                                                  |                                                                                             |                                                                                             |
| Velocitat                 | Matthew Glaetzer (AUS)                                                           | Jason Kenny (GBR)                                                                           | Pavel Kelemen (CZE)                                                                         |
| Quilòmetre contrarellotge | François Pervis (FRA)                                                            | Maximilian Levy (GER)                                                                       | Joachim Eilers (GER)                                                                        |
| Persecució per equips     | Austràlia · Glenn O'Shea · Alex Edmondson · Mitchell Mulhern · Alexander Morgan  | Dinamarca · Lasse Norman Hansen · Casper Folsach · Rasmus Christian Quaade · Alex Rasmussen | Regne Unit · Samuel Harrison · Steven Burke · Jonathan Dibben · Owain Doull                 |
| Velocitat per equips      | Alemanya · Rene Enders · Robert Förstemann · Joachim Eilers                      | Regne Unit · Philip Hindes · Jason Kenny · Matthew Crampton · Kian Emadi (q)                | Austràlia · Nathan Hart · Shane Perkins · Matthew Glaetzer                                  |
| Keirin                    | Matthew Crampton (GBR)                                                           | Tobias Wachter (GER)                                                                        | Shane Perkins (AUS)                                                                         |
| Scratch                   | Owain Doull (GBR)                                                                | King Lok Cheung (HKG)                                                                       | Roman Lutsyshyn (UKR)                                                                       |
| Madison                   | Espanya · David Muntaner · Albert Torres                                         | Bèlgica · Jasper De Buyst · Kenny de Ketele                                                 | Rússia · Artur Ierxov · Alexander Serov                                                     |
| Òmnium                    | Luke Davison (AUS)                                                               | Jasper De Buyst (BEL)                                                                       | Artyom Zakharov (KAZ)                                                                       |
| Guadalajara               |                                                                                  |                                                                                             |                                                                                             |
| Velocitat                 | Hugo Haak (NED)                                                                  | Max Niederlag (GER)                                                                         | Sam Webster (NZL)                                                                           |
| Quilòmetre contrarellotge | Scott Sunderland (AUS)                                                           | Krzysztof Maksel (POL)                                                                      | Hugo Haak (NED)                                                                             |
| Persecució                | Jenning Huizenga (NED)                                                           | Mauro Agostini (ARG)                                                                        | Stefan Küng (SUI)                                                                           |
| Persecució per equips     | Austràlia · Tirian McManus · Joshua Harrison · Callum Scotson · Scott Sunderland | Suïssa · Théry Schir · Stefan Küng · Loic Perizzolo · Cyrille Thièry                        | Alemanya · Theo Reinhardt · Maximilian Beyer · Henning Bommel · Nils Schomber               |
| Velocitat per equips      | Països Baixos · Nils van't Hoenderdaal · Hugo Haak · Matthijs Buchli             | Alemanya · Erik Balzer · Max Niederlag · Joachim Eilers                                     | Regne Unit · John Paul · Callum Skinner · Lewis Oliva                                       |
| Keirin                    | Matthijs Buchli (NED)                                                            | Santiago Ramírez (COL)                                                                      | Lewis Oliva (GBR)                                                                           |
| Puntuació                 | Kiril Svéixnikov (RUS)                                                           | Thomas Scully (NZL)                                                                         | Roman Lutsyshyn (UKR)                                                                       |
| Madison                   | Nova Zelanda · Patrick Bevin · Thomas Scully                                     | Bèlgica · Jasper De Buyst · Kenny de Ketele                                                 | Suïssa · Stefan Küng · Théry Schir                                                          |
| Òmnium                    | Tirian McManus (AUS)                                                             | Jasper De Buyst (BEL)                                                                       | Thomas Boudat (FRA)                                                                         |

### Femenins
| Event                 | Guanyadora                                                                    | Segona                                                                          | Tercera                                                                            |
| Manchester            | Manchester                                                                    | Manchester                                                                      | Manchester                                                                         |
| --------------------- | ----------------------------------------------------------------------------- | ------------------------------------------------------------------------------- | ---------------------------------------------------------------------------------- |
| Velocitat             | Kristina Vogel (GER)                                                          | Lee Wai Sze (HKG)                                                               | Rebecca James (GBR)                                                                |
| Persecució            | Joanna Rowsell (GBR)                                                          | Rebecca Wiasak (AUS)                                                            | Katie Archibald (GBR)                                                              |
| Persecució per equips | Regne Unit · Laura Trott · Elinor Barker · Danielle King · Joanna Rowsell     | Canadà · Gillian Carleton · Laura Brown · Jasmin Glaesser · Stephanie Roorda    | Austràlia · Annette Edmondson · Georgia Baker · Rebecca Wiasak · Elissa Wundersitz |
| Velocitat per equips  | Alemanya · Miriam Welte · Kristina Vogel                                      | Regne Unit · Victoria Williamson · Rebecca James                                | Max Success Pro Cycling · Lin Junhong · Zhong Tianshi                              |
| Keirin                | Kristina Vogel (GER)                                                          | Rebecca James (GBR)                                                             | Sandie Clair (FRA)                                                                 |
| Scratch               | Małgorzata Wojtyra (POL)                                                      | Katie Archibald (GBR)                                                           | Tetyana Klimchenko (UKR)                                                           |
| Puntuació             | Laura Brown (CAN)                                                             | Elizabeth Newell (USA)                                                          | Jamie Wong (HKG)                                                                   |
| Òmnium                | Laura Trott (GBR)                                                             | Gillian Carleton (CAN)                                                          | Laurie Berthon (FRA)                                                               |
| Aguascalientes        |                                                                               |                                                                                 |                                                                                    |
| Velocitat             | Kristina Vogel (GER)                                                          | Anna Meares (AUS)                                                               | Lee Wai Sze (HKG)                                                                  |
| 500 m. contrarellotge | Anna Meares (AUS)                                                             | Miriam Welte (GER)                                                              | Lee Wai Sze (HKG)                                                                  |
| Persecució            | Rebecca Wiasak (AUS)                                                          | Elinor Barker (GBR)                                                             | Caroline Ryan (IRL)                                                                |
| Persecució per equips | Regne Unit · Katie Archibald · Elinor Barker · Danielle King · Joanna Rowsell | Canadà · Gillian Carleton · Laura Brown · Jasmin Glaesser · Stephanie Roorda    | Austràlia · Isabella King · Amy Cure · Rebecca Wiasak · Melissa Hoskins            |
| Velocitat per equips  | Alemanya · Miriam Welte · Kristina Vogel                                      | Regne Unit · Jessica Varnish · Rebecca James                                    | Rússia · Elena Brejniva · Anastàsia Vóinova                                        |
| Keirin                | Kristina Vogel (GER)                                                          | Lee Wai Sze (HKG)                                                               | Rebecca James (GBR)                                                                |
| Puntuació             | Stephanie Pohl (GER)                                                          | Jasmin Glaesser (CAN)                                                           | Jarmila Machačová (CZE)                                                            |
| Òmnium                | Sarah Hammer (USA)                                                            | Laura Trott (GBR)                                                               | Jolien D'Hoore (BEL)                                                               |
| Guadalajara           |                                                                               |                                                                                 |                                                                                    |
| Velocitat             | Lin Junhong (CHN)                                                             | Zhong Tianshi (CHN)                                                             | Lee Wai Sze (HKG)                                                                  |
| 500 m. contrarellotge | Anastàsia Vóinova (RUS)                                                       | Miriam Welte (GER)                                                              | Lee Wai Sze (HKG)                                                                  |
| Persecució per equips | Canadà · Allison Beveridge · Laura Brown · Jasmin Glaesser · Stephanie Roorda | Estats Units · Jennifer Valente · Cari Higgins · Lauren Tamayo · Jade Wilcoxson | Austràlia · Isabella King · Georgia Baker · Rebecca Wiasak · Elissa Wundersitz     |
| Velocitat per equips  | Max Success Pro Cycling · Lin Junhong · Zhong Tianshi                         | Rússia · Iekaterina Gnidenko · Anastàsia Vóinova                                | Regne Unit · Victoria Williamson · Danielle Khan                                   |
| Keirin                | Wai Sze Lee (HKG)                                                             | Fatehah Mustapa (MYS)                                                           | Sandie Clair (FRA)                                                                 |
| Scratch               | Diao Xiao Juan (HKG)                                                          | Jannie Salcedo (COL)                                                            | Ievguénia Romaniuta (RUS)                                                          |
| Òmnium                | Katarzyna Pawłowska (POL)                                                     | Isabella King (AUS)                                                             | Laurie Berthon (FRA)                                                               |

## Classificacions

### Països
| Rang | País/Equip    | Manchester | Aguascalientes | Guadalajara | Total  |
| ---- | ------------- | ---------- | -------------- | ----------- | ------ |
| 1    | Regne Unit    | 2342.0     | 2396.5         | 1458.0      | 6196.5 |
| 2    | Austràlia     | 1807.5     | 2062.0         | 1701.5      | 5571.0 |
| 3    | Rússia        | 1647.5     | 1373.0         | 1733.0      | 4753.5 |
| 4    | Alemanya      | 1556.1     | 1710.0         | 1454.5      | 4720.6 |
| 5    | Espanya       | 1211.0     | 1174.0         | 1372.0      | 3757.0 |
| 6    | França        | 1192.0     | 1017.0         | 1391.5      | 3600.5 |
| 7    | Països Baixos | 991.0      | 988.5          | 1208.0      | 3187.5 |
| 8    | Nova Zelanda  | 724.5      | 778.0          | 1156.0      | 2658.5 |
| 9    | Itàlia        | 1121.0     | 676.0          | 780.0       | 2577.0 |
| 10   | Polònia       | 905.0      | 696.0          | 946.5       | 2547.5 |

### Masculins
| Pos. | Ciclista             | Man | Agua | Gua | Pts |
| 1.   | Matthijs Büchli      | 1   | 113  | 150 | 264 |
| 2.   | Tobias Wächter       | 105 | 135  |     | 240 |
| 3.   | Lewis Oliva          | 30  | 66   | 120 | 216 |
| 4.   | Christos Volikakis   |     | 105  | 82  | 187 |
| 5.   | Simon Van Velthooven | 49  | 36   | 90  | 175 |

| Pos. | Ciclista             | Man | Agua | Gua | Pts |
| 1.   | Krzysztof Maksel     |     | 90   | 135 | 225 |
| 2.   | Hugo Haak            |     | 105  | 120 | 225 |
| 3.   | Simon Van Velthooven |     | 82   | 113 | 195 |
| 4.   | Scott Sunderland     |     |      | 150 | 150 |
| 5.   | François Pervis      |     | 150  |     | 150 |

| Pos. | Ciclista          | Man | Agua | Gua | Pts |
| 1.   | Edward Dawkins    | 66  | 113  | 113 | 292 |
| 2.   | Matthew Glaetzer  | 105 | 150  |     | 255 |
| 3.   | Njisane Phillip   | 135 | 82   |     | 217 |
| 4.   | Robert Förstemann | 150 | 49   |     | 199 |
| 5.   | Hugo Haak         |     | 36   | 150 | 186 |

| Pos. | Ciclista         | Man | Agua | Gua | Pts |
| 1.   | Jenning Huizenga | 105 |      | 150 | 255 |
| 2.   | Marco Coledan    | 150 |      | 105 | 255 |
| 3.   | Mauro Agostini   | 74  |      | 135 | 209 |
| 4.   | Nils Schomber    | 82  |      | 98  | 180 |
| 5.   | Miles Scotson    | 60  |      | 113 | 173 |

| Pos. | Equip         | Man   | Agua  | Gua   | Pts   |
| 1.   | Alemanya      | 225.0 | 225.0 | 202.5 | 652.5 |
| 2.   | Regne Unit    | 180.0 | 202.5 | 180.0 | 562.5 |
| 3.   | Països Baixos | 123.0 | 169.5 | 225.0 | 517.5 |
| 4.   | Rússia        | 202.5 | 147.0 | 135.0 | 484.5 |
| 5.   | Nova Zelanda  | 169.5 | 123.0 | 147.0 | 439.5 |

| Pos. | Equip      | Man | Agua | Gua | Pts |
| 1.   | Austràlia  | 270 | 300  | 300 | 870 |
| 2.   | Dinamarca  | 240 | 270  | 196 | 706 |
| 3.   | Regne Unit | 300 | 240  | 98  | 638 |
| 4.   | Espanya    | 210 | 180  | 226 | 616 |
| 5.   | Suïssa     | 164 | 164  | 270 | 598 |

| Pos. | Ciclista        | Man | Agua | Gua | Pts |
| 1.   | Andreas Müller  | 150 | 66   |     | 216 |
| 2.   | Owain Doull     | 60  | 150  |     | 210 |
| 3.   | Ivan Kovaliov   | 105 | 60   |     | 165 |
| 4.   | Moreno De Pauw  | 82  | 82   |     | 164 |
| 5.   | Anton Muzychkin | 49  | 105  |     | 154 |

| Pos. | Ciclista     | Man | Agua | Gua | Pts |
| 1.   | Bèlgica      |     | 135  | 135 | 270 |
| 2.   | Espanya      |     | 150  | 82  | 232 |
| 3.   | Nova Zelanda |     | 49   | 150 | 199 |
| 4.   | Hong Kong    |     | 98   | 98  | 196 |
| 5.   | Austràlia    |     | 74   | 113 | 187 |

| Pos. | Ciclista            | Man | Agua | Gua | Pts |
| 1.   | Roman Lutsyshyn     | 105 |      | 120 | 225 |
| 2.   | Kiril Svéixnikov    | 1   |      | 150 | 151 |
| 3.   | Martyn Irvine       | 150 |      |     | 150 |
| 4.   | Thomas Scully       |     |      | 135 | 135 |
| 5.   | Lasse Norman Hansen | 135 |      |     | 135 |

| Pos. | Ciclista        | Man | Agua | Gua | Pts |
| 1.   | Jasper De Buyst | 150 | 135  | 135 | 420 |
| 2.   | Tim Veldt       | 135 | 113  | 66  | 314 |
| 3.   | Thomas Boudat   | 90  | 90   | 120 | 300 |
| 4.   | Luke Davison    | 120 | 150  |     | 270 |
| 5.   | Jonathan Dibben | 105 |      | 113 | 218 |

### Femenins
| Pos. | Ciclista        | Man | Agua | Gua | Pts |
| 1.   | Lee Wai Sze     | 113 | 135  | 150 | 398 |
| 2.   | Fatehah Mustapa | 98  | 113  | 135 | 346 |
| 3.   | Kristina Vogel  | 150 | 150  |     | 300 |
| 4.   | Rebecca James   | 135 | 120  |     | 255 |
| 5.   | Sandie Clair    | 120 |      | 120 | 240 |

| Pos. | Ciclista           | Man | Agua | Gua | Pts |
| 1.   | Miriam Welte       |     | 135  | 135 | 270 |
| 2.   | Anastassia Vóinova |     | 105  | 150 | 255 |
| 3.   | Lee Wai Sze        |     | 120  | 120 | 240 |
| 4.   | Tania Calvo        |     | 90   | 113 | 203 |
| 5.   | Lisandra Guerra    |     | 74   | 105 | 179 |

| Pos. | Ciclista         | Man | Agua | Gua | Pts |
| 1.   | Lee Wai Sze      | 135 | 120  | 120 | 375 |
| 2.   | Kristina Vogel   | 150 | 150  |     | 300 |
| 3.   | Anna Meares      | 113 | 135  |     | 248 |
| 4.   | Jessica Varnish  | 105 | 113  |     | 218 |
| 5.   | Stephanie Morton | 98  | 45   | 74  | 217 |

| Pos. | Ciclista          | Man | Agua | Gua | Pts |
| 1.   | Rebecca Wiasak    | 135 | 150  |     | 285 |
| 2.   | Caroline Ryan     | 105 | 120  |     | 225 |
| 3.   | Eugenia Bujak     | 113 | 105  |     | 218 |
| 4.   | Alexandra Chekina | 90  | 74   |     | 164 |
| 5.   | Joanna Rowsell    | 150 |      |     | 150 |

| Pos. | Equip                   | Man | Agua | Gua | Pts |
| 1.   | Regne Unit              | 135 | 135  | 120 | 390 |
| 2.   | Alemanya                | 150 | 150  | 74  | 374 |
| 3.   | Rússia                  | 113 | 120  | 135 | 368 |
| 4.   | Espanya                 | 74  | 98   | 105 | 277 |
| 5.   | Max Success Pro Cycling | 120 |      | 150 | 270 |

| Pos. | Equip        | Man | Agua | Gua | Pts |
| 1.   | Canadà       | 270 | 270  | 300 | 840 |
| 2.   | Austràlia    | 240 | 240  | 240 | 720 |
| 3.   | Estats Units | 210 | 226  | 270 | 706 |
| 4.   | Polònia      | 196 | 196  | 226 | 618 |
| 5.   | Rússia       | 226 | 180  | 196 | 602 |

| Pos. | Ciclista            | Man | Agua | Gua | Pts |
| 1.   | Leire Olaberría     | 98  |      | 113 | 211 |
| 2.   | Laurie Berthon      | 105 |      | 98  | 203 |
| 3.   | Małgorzata Wojtyra  | 150 |      | 49  | 199 |
| 4.   | Ievguénia Romaniuta | 54  |      | 120 | 174 |
| 5.   | Diao Xiao Juan      |     |      | 150 | 150 |

| Pos. | Ciclista            | Man | Agua | Gua | Pts |
| 1.   | Stephanie Pohl      | 113 | 150  |     | 263 |
| 2.   | Jamie Wong          | 120 | 105  |     | 225 |
| 3.   | Anastassia Txulkova | 90  | 113  |     | 203 |
| 4.   | Elizabeth Newell    | 135 | 39   |     | 174 |
| 5.   | Sofía Arreola       | 66  | 98   |     | 164 |

#### Òmnium
| Pos. | Ciclista        | Man | Agua | Gua | Pts |
| 1.   | Laurie Berthon  | 120 | 90   | 120 | 330 |
| 2.   | Leire Olaberría | 98  | 98   | 113 | 309 |
| 3.   | Laura Trott     | 150 | 135  |     | 285 |
| 4.   | Isabella King   |     | 105  | 135 | 240 |
| 5.   | Jolien D'Hoore  | 113 | 120  |     | 233 |